# Joachim von Ortenburg
 (juillet 2024).
Joachim von Ortenburg, né le 6 septembre 1530 à Mattighofen en Bavière et mort le 19 mars 1600 à Nuremberg, est un noble de la maison d'Ortenbourg. Il fut comte impérial d'Ortenbourg de 1551 jusqu'à sa mort. Un adepte des enseignements de Martin Luther, il propage la Réforme protestante dans son État, provoquant un conflit de longue durée avec les ducs bavarois.

## Biographie
Joachim von Ortenburg naît le 6 septembre 1530 dans le château de Mattighofen, fils du comte Christophe Ier d'Ortenbourg (mort en 1551) et de son épouse Anne de Firmian. Il est baptisé dans la religion catholique et ses parents se convertissent à la religion protestante en 1538. 
Joachim devient comte impérial régnant d'Ortenburg en 1551. Il introduit la Réforme dans son domaine en 1563, ce qui provoque un conflit de plusieurs décennies avec le duché de Bavière, entraînant de coûteux procès devant la Cour de la Chambre impériale. Le comte Joachim est marié une première fois à Ursula von Fugger (1530-1570), dont le fils commun est Anton von Ortenburg (1550-1573). Il contracte un second mariage avec Lucia von Limpurg (1550-1626), à laquelle il donne en gage le comté pour subvenir à ses besoins pendant son veuvage, et qui ne peut être racheté par les Ortenburg qu'en 1662.
Joachim von Ortenburg meurt le 19 mars 1600 à Nuremberg. 